# 西陵趙家院子
西陵趙家院子位於四川省廣元市旺蒼縣，文物遺址年代判定為清。2012年7月16日公佈為第八批四川省文物保護單位。
西陵趙家院子位於四川省廣元市旺蒼縣萬家鄉西陵村1社，坐西北向東南，占地面積約1800平方公尺，建築面積約920平方公尺，建於清道光十九年（1839）。建築為進式軸線佈局，由前廳，過廳，正廳，東北、西南廂房組成。均系穿斗梁架，單簷懸山式屋頂，小青瓦屋面。前院，素面台基寬26.98公尺，長17.66公尺，高0.35公尺；過廳，素面合基，寬26.98公尺，高0.35公尺，面闊5間24.58公尺，進深4間4.83公尺，高6.45公尺；正廳，石台基寬26.98公尺，高1.6公尺，面闊5間24.58公尺，進深4間8.75公尺，高6.3公尺；東北、西南廂房，素面台基，寬14.29公尺，高0.35公尺，面闊4間16.84公尺，進深4間5.19公尺，高6.4公尺。天井由紅、白兩種顏色的石灰石鋪設而成，長9.2公尺，寬10公尺；正廳街沿擋牆上刻福、祿、壽、喜、瑞獸圖案；明間前置5級垂帶式踏道，寬1.71公尺，兩垂帶為象鼻形；正廳正中後牆置木結構供台。窗花、駝峰、撐弓、雀替等裝飾構件，雕刻手法細膩。西陵趙家院子研究該區域建築類型和建築特點提供了實物材料。2007年，西陵趙家院子被旺蒼縣人民政府公佈為縣級文物保護單位。